# بدر الغريب
 بدر الغريب  فنان وشاعر شعبي كويتي اعتزل في العام 1989 وكان قد اشتهر في السبعينات والثمانينات مع الشاعران سليمان الهويدي وعلي بن محمد القحطاني. تعاون مع تسجيلات الوادي الأخضر وتسجيلات بساط الريح الشهيرة في تلك الأيام وأنتج العديد من الأعمال.

## بداياته الفنية
تعلّم بدر على آلة العود في العشرين من عمره وساعده في ذلك صديقه أحمد الزامل واشتهر في السبعينات من القرن الماضي حيث كان عاشقا للفن الشعبي ومحبا له، وتأثر كثيرا بالفنان حجاب بن عبد الله بن نحيت الحربي، ويوسف محمد أكثر من أي فنان آخر في ذلك الوقت. وقد قوبل الغريب بانتقادات حادة من قبل اهله ومعارضة شديدة، ولكن عندما أحسوا باصراره وحماسه وولعه في هذا المجال تراجعوا عن رأيهم.

## من ألحانه الشهيرة
من أشهر أعماله مع الشاعر الراحل سليمان الهويدي:
| بدر الغريب | وينكم يا هل البر زان الربيع ,,, والليالي اتونس بمظهارها - زانت الخد والعشب سمكه رفيع ,,, قالوا ام الرمم يشبع احوارها - سجة البر حلوة وتقضي سريع ,,, مير يبقي علي الحول تذكارها - حلوة اخيامكم لاجتمعتم جميع ,,, في فياضٍ كما الزل نوارها - والمسيّر يسيّر وصدره وسيع ,,, يم ناسٍ ترحب بزوارها - كم هنوفٍ تشادي لقبن طليع ,,, يم جيرانها زان مسيارها - تقل مفرع غزالٍ جفل دون ريع ,,, جفله حس ناسٍ علي نارها - كل جارٍ لجاره حبيب مطيع ,,, والعرب حشمتة الجار هو كارها | بدر الغريب |

وأيضا هذه القصيدة كتبها الشاعر الراحل سليمان الهويدي وتغنى بها الغريب ويقول بها:
يابو عبد الله نزلنا وسط فيضة
فيضة خضرا تحيط بها الخباري
في طرف وسمية ما هي عريضة
بس فيها الضبي الأشقح والحباري

## آه واويلاه من عم ظلوم
كتب شاعر عن قصة حقيقية لفتاة تلقب نفسها بالفتاة اليتيمة قصيدة آه واويلاه من عم ظلوم بعد وفاة والدها الذي كان يعطف عليها وبعد وفاته عاشت في كنف عم ظالم وعذبها وزوجها بالقوة لشخص مسن بمبلغ مادي كبير وذهبت إلى قبر ابيها تبكى وتندب حظها والكلمات هي آه واويـــلاه مــــن عــمــ ظــلــوم بعـد مـا بوي رقــد تـحـت الـتـراب..القـمـر لــو غــاب ماتفـيـد الـنـجـوم وعسـى بيت عقـب عـمـره خــراب ونشرتها إحدى الصحف ووصلت إلى الناس ومنهم بدر الغريب الذي قام بغنائها. ثم ارسلت إحدى القتيات ردا على تلك القصيدة شدا بها بدر الغريب أيضا وتقول يا إله الكون غيرك ما يدوم..اليتامى لك دعاهم مستجاب..مرحبا يا اخت بالدنيا تهوم..صابها ما صابنا صرنا اصحاب.

## الخلود
لحن وغنى قصيدة بعنوان اعاهدك باللي فرض حجة البيت وهي من أشهر أعماله وهي للشاعر سالم بن حزمي الميع وليست شاعره كما قال الاخرون
ومن أشهر ابياته ايضاً
اقسم برب البيت مطابلي نوم
أيضا ولاشفت الهنا في غيابك
وايضا
نشاد يناس عن ناس لنا غالين
راحو وانا لي حقوق ماعطونيها

## أعمال شهيرة
- يا خطوط الجو شيليني وارفعيني في السما العالي. كلمات الشاعر علي القحطاني ولحن بدر الغريب.

## البومات

لقاء صحفي مجلة قطوف الكويتية 2002

- سيد الغزلان. (1980) واحتوت على أغنية يابدر يا بدر
- يا بو عبد الله. واحتوت على أغنية 1.الحق حق 2.ياحبيبي لاتقول اني سليم
- انا خلــي جفاني مارحمني. مشترك مع ابن عمه فيصل الغريب
- يامن يسلم لي واحتوى على ثمانية أعمال.
- على وين يا ماشي على وين.

## حياته الشخصية
متزوج وله من الأبناء اكبرهم فيصل وعدد من البنات

## وصلات خارجية
- بدر الغريب في جلسة قديمة التلفزيون الكويتي على يوتيوب